# 上海マスターズ
ロレックス上海マスターズ（英語：Rolex Shanghai Masters）は、中華人民共和国・上海で行われるATPツアー・マスターズ1000の大会である。会場は旗忠テニスセンター。

## 大会開催までの経緯
2002年と2005年から4年契約で開催されていたテニス・マスターズ・カップや2008年に開催されたオリンピックの成功で、ATPツアーにとっては中国で3番目のツアートーナメントの開催を打診し、アジア初のATPマスターズ1000（旧ATPマスターズシリーズ）が開催を実現することとなった。
第1回大会は2009年10月12日から19日まで開催された。
しかし中国のゼロコロナ政策で2020年から中止されていたが、2023年に4年ぶりに開催予定

## 大会歴代優勝者

### シングルス
| 年        | 優勝者                   | 準優勝者                         | 決勝結果             |
| --------- | ------------------------ | -------------------------------- | -------------------- |
| 2009年    | ニコライ・ダビデンコ     | ラファエル・ナダル               | 7-6(7-3), 6-3        |
| 2010年    | アンディ・マリー         | ロジャー・フェデラー             | 6-3, 6-2             |
| 2011年    | アンディ・マリー         | ダビド・フェレール               | 7-5, 6-4             |
| 2012年    | ノバク・ジョコビッチ     | アンディ・マリー                 | 5-7, 7-6(13-11), 6-3 |
| 2013年    | ノバク・ジョコビッチ     | フアン・マルティン・デル・ポトロ | 6-1, 3-6, 7-6(7-3)   |
| 2014年    | ロジャー・フェデラー     | ジル・シモン                     | 7-6(8-6), 7-6(7-2)   |
| 2015年    | ノバク・ジョコビッチ     | ジョー＝ウィルフリード・ツォンガ | 6-2, 6-4             |
| 2016年    | アンディ・マリー         | ロベルト・バウティスタ・アグート | 7-6(7-1), 6-1        |
| 2017年    | ロジャー・フェデラー     | ラファエル・ナダル               | 6-4, 6-3             |
| 2018年    | ノバク・ジョコビッチ     | ボルナ・チョリッチ               | 6-3, 6-4             |
| 2019年    | ダニール・メドベージェフ | アレクサンダー・ズベレフ         | 6-4, 6-1             |
| 2020–22年 | 開催なし                 | 開催なし                         | 開催なし             |
| 2023年    | フベルト・フルカチュ     | アンドレイ・ルブレフ             | 6-3, 3-6, 7-6(10-8)  |
| 2024年    | ヤニック・シナー         | ノバク・ジョコビッチ             | 7-6(7-4), 6-3        |

### ダブルス
| 年        | 優勝者                                                | 準優勝者                                              | 決勝結果                   |
| --------- | ----------------------------------------------------- | ----------------------------------------------------- | -------------------------- |
| 2009年    | ジュリアン・ベネトー ジョー＝ウィルフリード・ツォンガ | マリウシュ・フィルステンベルク マルチン・マトコフスキ | 6-2, 6-4                   |
| 2010年    | ユルゲン・メルツァー リーンダー・パエス               | マリウシュ・フィルステンベルク マルチン・マトコフスキ | 7-5, 4-6, [10-5]           |
| 2011年    | マックス・ミルヌイ ダニエル・ネスター                 | ミカエル・ロドラ ネナド・ジモニッチ                   | 3-6, 6-1, [12-10]          |
| 2012年    | リーンダー・パエス ラデク・ステパネク                 | マヘシュ・ブパシ ロハン・ボパンナ                     | 6-7(7-9), 6-3, [10-5]      |
| 2013年    | イワン・ドディグ マルセロ・メロ                       | ダビド・マレーロ フェルナンド・ベルダスコ             | 7-6(7-2), 6-7(6-8), [10-2] |
| 2014年    | ボブ・ブライアン マイク・ブライアン                   | ジュリアン・ベネトー エドゥアール・ロジェ＝バセラン   | 6-2, 7-6(7-3)              |
| 2015年    | レイベン・クラーセン マルセロ・メロ                   | シモーネ・ボレリ ファビオ・フォニーニ                 | 6-3, 6-3                   |
| 2016年    | ジョン・イスナー ジャック・ソック                     | ヘンリ・コンティネン ジョン・ピアース                 | 6-4, 6-4                   |
| 2017年    | ヘンリ・コンティネン ジョン・ピアース                 | ルカシュ・クボット マルセロ・メロ                     | 6-4, 6-2                   |
| 2018年    | ルカシュ・クボット マルセロ・メロ                     | ジェイミー・マリー ブルーノ・ソアレス                 | 6-4, 6-2                   |
| 2019年    | マテ・パビッチ ブルーノ・ソアレス                     | ルカシュ・クボット マルセロ・メロ                     | 6-4, 6-2                   |
| 2020–22年 | 開催なし                                              | 開催なし                                              | 開催なし                   |
| 2023      | マルセル・グラノリェルス オラシオ・セバジョス         | Rohan Bopanna Matthew Ebden                           | 5–7, 6–2, [10–7]           |
| 2024      | Wesley Koolhof Nikola Mektić                          | Máximo González Andrés Molteni                        | 6–4, 6–4                   |